# Rudolf Maister
Rudolf Maister (Kamnik, 29 marzo 1874 – Unec, 26 luglio 1934) è stato un generale, attivista e poeta jugoslavo di etnia slovena.
È una delle principali figure della storia contemporanea slovena, in particolare per l'affermazione della sovranità jugoslava nelle regioni al confine con l'Austria.

## Biografia
Militare professionista dell'esercito austro-ungarico, raggiunse nel 1917 il grado di maggiore. Al termine della prima guerra mondiale Maister era un capitano del k.k. Landsturm-Bezirkskommandos Nr. 26, una milizia territoriale composta prevalentemente da sloveni. Con questi uomini il 1º novembre 1918 entrò nella città stiriana di Marburgo, dove l'assemblea cittadina aveva votato il giorno prima l'annessione alla Repubblica dell'Austria tedesca. Con la disgregazione dell'Austria-Ungheria erano sorti nuovi stati nazionali che tuttavia non avevano confini politici ed etnici ben definiti. Questi nuove entità iniziarono a rivendicare la sovranità sulle regioni e le città contese, inviando milizie a loro fedeli ad occupare le cittadine più importanti. Così, nel novembre 1918, Maister costituì un piccolo esercito sloveno forte di 4000 uomini a nome del Consiglio Nazionale di Lubiana, entità quest'ultima che faceva riferimento allo Stato degli Sloveni, Croati e Serbi. L'obbiettivo perseguito era occupare altre località della Stiria meridionale, una regione abitata in gran parte da sloveni i cui centri abitati principali erano a maggioranza tedesca al fine di ottenere il miglior vantaggio territoriale a scapito dell'Austria, e spegnere le rivendicazioni del governo di Vienna sulla regione. Nelle settimane successive vennero così conquistate le località di Radkersburg, Spielfeld e Mureck, tutte poste a nord di Marburgo. Un'analoga operazione militare sarà tentata in dicembre anche in Carinzia. In questa regione però le popolazioni tedesche opposero un'efficace resistenza armata che costrinse gli jugoslavi all'accettazione di un armistizio.
Nel frattempo a Marburgo, centro a maggioranza tedesca, la tensione tra gli abitanti e le milizie slovene era cresciuta sensibilmente. Il 23 novembre una milizia fedele all'assemblea cittadina venne disarmata dai soldati di Maister, il quale prese così il controllo totale della città diventandone governatore militare. L'amministrazione e la burocrazia locale, anch'esse espressione della maggioranza tedesca, erano state infatti esautorate e sostituite con nuovi uomini fedeli al neo-costituito Regno dei Serbi, Croati e Sloveni. Nel gennaio 1919 poi una delegazione statunitense si recò a Marburgo per incontrare le autorità locali per decidere le sorti della regione. Poco prima dell'incontro però gli uomini di Maister fecero fuoco sulla folla che si era radunata uccidendo una decina di persone e ferendone una sessantina.
Durante le prime fasi delle trattative a Saint-Germain sulla sorte dei territori austriaci trattato di Saint-Germain trapelò la volontà da parte degli Alleati di indire un plebiscito nelle regioni contese della Carinzia sud-orientale. Venutone a conoscenza Maister tentò un colpo di mano avanzando con i suoi uomini in territorio carinziano a fine maggio 1919 arrivando ad occupare il capoluogo Klagenfurt il 6 giugno successivo. Su pressione degli Alleati nel luglio seguente gli jugoslavi si ritirarono dai territori occupati, rimanendo a presidio solo della zona dove il 10 ottobre si tenne il plebiscito che sancì la sovranità austriaca in quell'angolo di Carinzia.
Tra il 1921 ed il 1923 Maister presiedette la commissione jugoslava per la rettificazione del confine con l'Italia.

## Omaggi
Dal 2005, il 23 novembre di ogni anno si celebra il Giorno di Rudolf Maister.

## Opere
- Poezije, 1904
- Kitica mojih, 1929